# Vaejovidae
Vaejovidae este o familie de scorpioni.  Aceasta cuprinde 16 de genuri și peste 160 de specii.  Veninul acestora nu este toxic pentru om, însă înțeparea lor este dureroasă. 

Vaejovidae se întâlnesc aproape în toate tipurile de ecosisteme, chiar și în munți la altitudini de 3000 de metri, sub zăpadă. 

## Răspândire
Specii ale acestei familii de scorpioni se găsesc în America de Nord (Statele Unite, Canada) și America Centrală (Mexic, Guatemala).

## Sistematică
Smeringurinae Soleglad & Fet, 2008
- Paruroctonus Werner, 1934
- Smeringurus Haradon, 1983
- Vejovoidus Stahnke, 1974
- Paravaejovis Williams, 1980

Syntropinae Kraepelin, 1905
- Gertschius Graham & Soleglad, 2007
- Serradigitus Stahnke, 1974
- Stahnkeus Soleglad & Fet, 2006
- Wernerius Soleglad & Fet, 2008
- Hoffmannius Soleglad & Fet, 2008
- Syntropis Kraepelin, 1900
- Kochius Soleglad & Fet, 2008
- Thorellius Soleglad & Fet, 2008

Vaejovinae Thorell, 1876
- Franckeus Soleglad & Fet, 2005
- Pseudouroctonus Stahnke, 1974
- Uroctonites Williams & Savary, 1991
- Vaejovis Koch, 1836